# Luca Avagliano
Luca Avagliano (* 31. Dezember 1982 in Prato, Toskana) ist ein italienischer Schauspieler.

## Leben
Luca Avagliano wuchs im norditalienischen Prato auf.
Avagliano absolvierte seine Schauspielausbildung an der I'Accademia nationale D'Arte Drammatica in Rom. Seit 2009 ist er als Schauspieler aktiv und wirkte bislang in mehr als ein Dutzend Filmen und Fernsehserien mit. Zudem ist Avagliano als Darsteller auch auf der Theaterbühne aktiv.

## Filmografie (Auswahl)
- 2009: Zehn Winter
- 2011: R.I.S. – Delitti imperfetti (Fernsehserie)
- 2013: Ombrelloni (Fernsehserie)
- 2018: Sono Tornato
- 2018: Don Matteo (Fernsehserie)
- 2018: Unsere Lehrerin, die Weihnachtshexe
- 2020: DOC – Es liegt in deinen Händen (Fernsehserie)
- 2022: Super Jesus